# Olimpia II de Epiro
Olimpia (en griego: Oλυμπιας; vivió en el siglo III a. C.) fue hija de Pirro, rey de Epiro, y esposa de su propio hermano Alejandro II. Tras la muerte de su marido, en torno al año 242 a. C., asumió la regencia en nombre de sus dos hijos, Pirro II y Ptolomeo, y fortaleció su alianza con la Liga Etolia, dando a su hija Ftía en matrimonio a Demetrio II, rey de Macedonia. Con esta alianza se aseguró la posesión de la soberanía, que continuó administrando hasta que sus hijos alcanzaron la madurez, momento en el cual abdicó a favor de su hijo Pirro II.
Las muertes del príncipe y seguidamente de su hermano Ptolomeo hicieron que Olimpia también muriese de profunda pena por las pérdidas. Aunque Ateneo, en cambio, afirma que fue envenenada por Pirro II en venganza por haber matado a una dama de Léucade, llamada Tigris, a quien él amaba.